# H-1B 비자
H-1B 비자는 미국 이민법 101조 a항 15호 H목에 규정된 미국의 비자 50개 중 하나이다. 간호사를 제외한 전문직을 위한 취업비자이다.
석사와 박사 20,000명, 학사 65,000명에게 매년 H-1B 비자를 발급한다.

## 2016년 추첨 현황 (회계연도 2017년)
4/1일 시작된 접수가 7일만인 4/7일 조기 마감되었다. 작년보다 약 3천여 명 증가한 약 236,000여 명의 지원자가 몰려 역대 최대치를 갱신하였다.

## 2013년 개정안 (무기한 보류)
2008년 금융위기의 여파가 구조조정, 양적 완화, 볼커 룰 등 전례를 찾아보기 힘든 연방정부의 적극적인 개입으로 사그라들게 되면서, 미국 내 취업시장도 점차적으로 개선되었다. 이에 따라 H-1B 수요도 급증하여, 수 년만에 지원이 조기 마감된 2013년경 이후로부터 지원자 수가 꾸준히 증가하는 추세이다. 또한 이 무렵부터 비자 브로커들이 횡행하여, 중국 및 인도계 지원자가 기하급수적으로 증가하였다. 특히 2013년 경 부터는, 중국과 인도계 지원자가 총 쿼터의 65%를 수령하고 있다. 이러한 현상을 직시한 상원에서 포괄이민개혁법안으로 문제를 어느정도 해결하고자 하였는데, 이는 학사학위 보유자에 대한 연간 쿼터를 65,000개에서 110,000개로, 석사학위 이상 보유자에 대한 쿼터를 20,000개에서 25,000개로 소폭 늘이는 데에 골자를 두고 있었다. 하지만 점진적으로 심화되고있는 미국 내의 반 이민 정서상 여/야를 막론하고 강력한 반대에 부딪히고 있는 실정으로, 현재 무기한 보류 된 상태이다.
참고로 2013년의 이민법 개혁안은 전체 이민의 65%인 가족이민을 줄이고 취업이민을 늘리는 데에 포커스를 두고 있었다.

## 한미 FTA
한미 FTA 체결로, 한국은 15,000개의 한국 전용 E-3 비자를 요구하고 있다. 미국은 원래 FTA 체결국에는 특별한 비자를 제공해왔다.

## 같이 보기
- 결혼비자
- 초청비자